# Église et cimetière Saint-Colman
Les église et cimetière Saint-Colman (anglais : St. Colman's Roman Catholic Church and Cemetery) sont un ensemble structurel religieux dans le comté de Raleigh, en Virginie-Occidentale, aux États-Unis. Construite en 1877-1878, l'église catholique est également appelée « petite église catholique sur la montagne irlandaise » (anglais : Little Catholic Church on Irish Mountain). Aujourd'hui protégé au sein des parc national et réserve de New River Gorge, l'ensemble est au Registre national des lieux historiques depuis le 23 août 1984.